# Álomkastély
Álomkastély (franciául: Château de rêve, más néven franciául: Un château dans le Midi) Bolváry Géza és Henri-Georges Clouzot által 1933-ban rendezett francia–német, fekete-fehér filmvígjáték. A film főszereplői Lucien Baroux és Danielle Darrieux.

## Cselekmény
Néhány filmkészítő filmet forgat az Adrián. A rendező megkérdezi egy hajó parancsnokát, hogy a matrózai lehetnének-e statiszták a filmben, ő maga pedig egy hercegi szerepben játszana. A parancsnok valójában egy herceg, ami egy szerelmi házassággal végződő zűrzavarhoz vezet. 

## Szereposztás
- Danielle Darrieux : Béatrix
- Lucien Baroux : Ottoni, az operatőr
- Edith Méra : Maria Foreni
- Jaque Catelain : Prince Mirano
- Marcel André : Az igazgató
- Roger Dann : Tonio
- Adrien Le Gallo : Baron Billichini
- Pierre Sergeol : Deri
- Théo Tony : A producer
- Raymond Leboursier